# Silene antarctica
Silene antarctica är en nejlikväxtart som först beskrevs av Carl Ernst Otto Kuntze, och fick sitt nu gällande namn av T.M. Pedersen. Silene antarctica ingår i släktet glimmar, och familjen nejlikväxter. Inga underarter finns listade i Catalogue of Life.